# Skyldig - ikke skyldig (film fra 1915)
 For alternative betydninger, se Skyldig - ikke skyldig. (Se også artikler, som begynder med Skyldig - ikke skyldig)
Skyldig - ikke skyldig er en dansk stumfilm fra 1915, filmen er instrueret af Aage Brandt.

## Medvirkende
- Emilius Lindgreen som Ponsard, veksellerer
- Herman FlorentzJ som ules Giradin, en ung finansmand
- Henry Knudsen som Doktor Gerard
- Luzzy Werren som Margot, Girardins hustru
- Anna Müller som Irma, en kokette
- Oscar Nielsen som Wolff, politikommissær
- Hugo Bendix

## Eksterne Henvisninger
- Skyldig - ikke skyldig på Internet Movie Database (engelsk)
- Skyldig - ikke skyldig på Filmdatabasen
- Skyldig - ikke skyldig på danskefilm.dk
- Skyldig - ikke skyldig på danskfilmogtv.dk